# Palliduphantes corfuensis
Palliduphantes corfuensis es una especie de araña tejedora de sábana perteneciente al género Palliduphantes, categorizada en el grupo Araneomorphae, orden Araneae.
Fue descrita por Wunderlich en 1995. La especie aparece registrada y publicada en una sección de Beschreibung bisher unbekannter Arten der Baldachinspinnen aus der östlichen Mediterraneis (Arachnida: Araneae: Linyphiidae). Beiträge zur Araneologie. 4(1994): 655-686. de 1995.
La longitud de los cuerpos del macho y la hembra miden 1,5-2,0 mm. En el macho, las patas son de color marrón amarillento.

## Distribución
Se distribuye por Europa, en Grecia.